# Jordi Benito i Verdaguer
Jordi Benito i Verdaguer   (Granollers, 1951 - 2008) fou un artista català. És conegut com a artista per les seves accions, instal·lacions i performances d'una radicalitat i salvatgisme sense parió que va desenvolupar sobretot durant la dècada dels 70 i 80. No obstant, també va dur a terme una tasca més oculta i secreta —si més no desconeguda— que va desplegar, en paral·lel, al llarg de la seva activitat. És la faceta de dissenyador, interiorista i moblista que, en col·laboració amb artesans, sobretot vallesans, va exercir seguint la tradició familiar, ja que el seu pare era ebenista.

## Biografia
Estudià arquitectura tècnica a Barcelona i s'inicià a la pintura amb obres properes a l'arte povera, i desenvolupant accions a mig camí entre el body art i l'espectacle teatral. Després passà a realitzar propostes en la línia de l'art conceptual, fent happenings i environments, com Descoberta Fregoli al carrer Brusi de Barcelona (1972), amb la que va aconseguir cert èxit de crítica. Des de la segona meitat de la dècada del 1980 es va decantar per les instal·lacions (Malson, els llits de la mort, 1976) i va dur a terme accions multidisciplinàries, com les realitzades en col·laboració amb el músic Carles Santos. Després d'un període sense pràcticament cap activitat artística, que s'allargà prop d'una dècada, Benito va tornar al panorama artístic l'any 2003 al Museu de Granollers, amb el projecte Antwort.
A finals dels anys 80, l'artista va adquirir l'espai del carrer Nou de Sant Francesc on havia estat la discoteca Abracadabra i el va convertir en la seva residència personal, mantenint l'esperit creatiu i transgressor que havia caracteritzat el local.
Benito va morir el 9 de desembre de 2008 a Barcelona. El 9 de desembre de 2008, Benito va ser trobat mort al seu estudi. Gairebé quatre anys més tard, el seu fons documental fou dipositat al Museu de Granollers.

### Barcelona Toro Performance
Entre el 13 de juny i el 5 de juliol de 1979, Benito va dur a terme una sèrie d'accions consecutives, en forma de tres actes que ell qualificà de "sessions de treball", a l'Espai 10 de la Fundació Joan Miró de Barcelona. En aquests esdeveniments, una parella va practicar el coit i es va sacrificar un bou davant del públic.
| «                  | Aquesta acció em va portar a explicar a un comissari de policia que això era art, i no, com ell pretenia, "un delito contra la salud pública por matadero clandestino y de escándalo por pornografía". Val a dir que el vaig convèncer. En aquella època mai vam demanar permisos per a res, i la Fundació era com un món a banda i autònom. | » |
| — Francesc Vicens. | |   |

Segons Alexandre Cirici i Pellicer, la Barcelona Toro Performance no va ser una representació, sinó que realment era un esdeveniment real, on s'estava realitzant quelcom. A més, el crític va lamentar la falta de públic a l'acte:
| «                                                          | Una Barcelona desmenjada, que creu que ja ho ha vist tot perquè ha vist algun happening en fotografia, no va donar més que molt escassos espectadors. Afortunadament, existeixen videotapes en color que ens permeten la difusió per a aquells que realment tenen interès per les coses. | » |
| — Alexandre Cirici (L'Hora (núm. 19 de l'1 juliol de 1979) | |   |

## Exposicions rellevants
Selecció:
- 1971: Mà de pintura, environament al Col·legi d'Arquitectes, Barcelona
- 1972: Descoberta Frégoli, environament a la Casa Brusi Madrazo, Barcelona
- 1972: Acció recorregut, acció a la V Documenta de Kassel
- 1973: Acció "La davallada d'un piano", acció a Cadaqués, amb Carles Santos
- 1975: participació en la Biennal de París
- 1976: participació en la Biennal de Venècia
- 1978: La desesperació del tocador de laüt”. TRASA V = BPLWB 78-79, performance al Centre Georges Pompidou de París
- 1979: Barcelona Toro Performance. Part I-II-III. TRASA V = BPLWB 78-79, performance a l'Espai 10 de la Fundació Joan Miró)
- 1979: De poder a poder”. TRASA V = BPLWB 78-79, performance al I Symposium Internacional d'Art Performance de Lió
- 1981: Baiard, jaç impacient. Opus III, performance a Vinçon
- 1982: participació en la IV Biennal de Barcelona
- 1985: Cabaret Voltaire, acció amb Carles Hac Mor i Carles Santos, a la Fundació Caixa de Pensions de Barcelona
- 1991: Idees i actituds a l'entorn de l'art conceptual a Catalunya, 1964–1980, Centre d'Art Santa Mònica
- 1995: Agnus Dei, Museu Nacional d'Art de Catalunya
- 2005: El Arte Sucede. Origen de las pràcticas conceptuales en España 1965-1980, Museu Reina Sofia
- 2015: Idees com a imatges, Museu de Granollers[9]